# Otto Heurnius
Otto Heurnius (Otto van Heurn) (8 september 1577 – 14 juli 1652) was een Nederlandse arts, theoloog en filosoof.

## Biografie
Otto Heurnius volgde zijn vader Johannes Heurnius op als professor in de medicijnen aan de Universiteit van Leiden. Vanaf 1617 gaf hij les in anatomie. Buiten het lesgeven bouwde hij een verzameling op aan verscheidene zoölogische en botanische objecten..
Heurnius was ook een historicus in filosofie. Hij was met name geïnteresseerd in de Griekse filosofen van de klassieke oudheid.  Hij baseerde zijn ideeën op het Corpus Hermeticum.